# Lista episoadelor din Familia Jetson
Lista episodelor din Familia Jetson
| Nr           | Titlu român                        | Titlu englez                            |
| ------------ | ---------------------------------- | --------------------------------------- |
|              |                                    |                                         |
| PRIMUL SEZON |                                    |                                         |
|              |                                    |                                         |
| 01           | Roboțica Rosie                     | Rosie The Robot                         |
|              |                                    |                                         |
| 02           | Întâlnire cu Jet Screamer          | A Date With A Jet Screamer              |
|              |                                    |                                         |
| 03           | Seara în familie                   | Jetson’s Night Out                      |
|              |                                    |                                         |
| 04           | Mașina spațială                    | The Space Car                           |
|              |                                    |                                         |
| 05           | Sosirea lui Astro                  | The Coming Of Astro                     |
|              |                                    |                                         |
| 06           | Mici cercetași                     | The Good Little Scouts                  |
|              |                                    |                                         |
| 07           | Costumul zburător                  | The Flying Suit                         |
|              |                                    |                                         |
| 08           | Prietenul Lui Rosey                | Rosie’s Boyfriend                       |
|              |                                    |                                         |
| 09           | Emisiunea Lui Elroy                | Elroy’s TV Show                         |
|              |                                    |                                         |
| 10           | Unibleb                            | Uniblab                                 |
|              |                                    |                                         |
| 11           | Secretul lui Astro                 | Astro’s Top Secret                      |
|              |                                    |                                         |
| 12           | Vizita bunicului                   | A Visit From Grandpa                    |
|              |                                    |                                         |
| 13           | Las Venus                          | Las Venus                               |
|              |                                    |                                         |
| 14           | Prietenul lui Elroy                | Elroy’s Pal                             |
|              |                                    |                                         |
| 15           | Pilot de încercare                 | Test Pilot                              |
|              |                                    |                                         |
| 16           | Milionarul Astro                   | Millionaire Astro                       |
|              |                                    |                                         |
| 17           | Omulețul                           | The Little Man                          |
|              |                                    |                                         |
| 18           | Jane și școala de șoferi           | Jane’s Driving Lesson                   |
|              |                                    |                                         |
| 19           | Soldat Jetson                      | G.I. Jetson                             |
|              |                                    |                                         |
| 20           | Miss Sistemul solar                | Miss Solar System                       |
|              |                                    |                                         |
| 21           | Proprietate privată                | Private Property                        |
|              |                                    |                                         |
| 22           | Planeta de vacantă                 | Dude Planet                             |
|              |                                    |                                         |
| 23           | Vedetă de televiziune              | TV Or Not TV                            |
|              |                                    |                                         |
| 24           | Gașca lui Elroy                    | Elroy’s Mob                             |
|              |                                    |                                         |
| SEZONUL 2    |                                    |                                         |
|              |                                    |                                         |
| 25           | Elroy și Orbitty                   | Elroy Meets Orbitty                     |
|              |                                    |                                         |
| 26           | Rosie vino acasă                   | Rosie Come Home                         |
|              |                                    |                                         |
| 27           | Spioni solari                      | Solar Snoops                            |
|              |                                    |                                         |
| 28           | Ziua de naștere a lui Judy         | Judy's Birthday Surprise                |
|              |                                    |                                         |
| 29           | Super George                       | Super George                            |
|              |                                    |                                         |
| 30           | Dispută între famili               | Family Fallout                          |
|              |                                    |                                         |
| 31           | Replay instantaneu                 | Instant Replay                          |
|              |                                    |                                         |
| 32           | Purici pe fugă                     | Fugitive Fleas                          |
|              |                                    |                                         |
| 33           | Lovitura                           | S.M.A.S.H.                              |
|              |                                    |                                         |
| 34           | Greva de avertisment               | One Strike, You're Out                  |
|              |                                    |                                         |
| 35           | Ziua mamei pentru Rosie            | Mother's Day for Rosie                  |
|              |                                    |                                         |
| 36           | Cubul de gheață                    | S'No Relative                           |
|              |                                    |                                         |
| 37           | Lecția de dans                     | Dance Time                              |
|              |                                    |                                         |
| 38           | Judy decolează                     | Judy Takes Off                          |
|              |                                    |                                         |
| 39           | Câștigătorul ia totul              | Winner Takes All                        |
|              |                                    |                                         |
| 40           | Flol                               | The Mirrormorph                         |
|              |                                    |                                         |
| 41           | Cucerirea cosmică a lui Jane       | The Cosmic Courtship of George and Jane |
|              |                                    |                                         |
| 42           | Vestul sălbatic                    | High Moon                               |
|              |                                    |                                         |
| 43           | Probleme tehnice                   | Hi-Tech Wreck                           |
|              |                                    |                                         |
| 44           | Bebelușul bublucaș                 | Little Bundle of Trouble                |
|              |                                    |                                         |
| 45           | Elroy în Țara Minunilor            | Elroy in Wonderland                     |
|              |                                    |                                         |
| 46           | Ferma de vis                       | The Swiss Family Jetson                 |
|              |                                    |                                         |
| 47           | Cleptomania lui Rosie              | Rip-Off Rosie                           |
|              |                                    |                                         |
| 48           | Planeta fanteziilor                | Fantasy Planet                          |
|              |                                    |                                         |
| 49           | Space Bong                         | Space Bong                              |
|              |                                    |                                         |
| 50           | Costum de Halloween                | Haunted Halloween                       |
|              |                                    |                                         |
| 51           | Momentul de glorie al lui Astro    | Astro's Big Moment                      |
|              |                                    |                                         |
| 52           | Milioanele lui Jetson              | Jetsons' Millions                       |
|              |                                    |                                         |
| 53           | Prin spațiu                        | The Wrong Stuff                         |
|              |                                    |                                         |
| 54           | Vacanța                            | The Vacation                            |
|              |                                    |                                         |
| 55           | Spirit de echipă                   | Team Spirit                             |
|              |                                    |                                         |
| 56           | Viitorul                           | Future Tense                            |
|              |                                    |                                         |
| 57           | Un tată grozav                     | Far-Out Father                          |
|              |                                    |                                         |
| 58           | O după-miază uluitoare             | Dog Daze Afternoon                      |
|              |                                    |                                         |
| 59           | Bunicul și minerul galactic        | Grandpa and the Galactic Goldigger      |
|              |                                    |                                         |
| 60           | Răzbunarea robotului               | Robot's Revenge                         |
|              |                                    |                                         |
| 61           | Adevărul                           | To Tell the Truth                       |
|              |                                    |                                         |
| 62           | Băiatul George                     | Boy George                              |
|              |                                    |                                         |
| 63           | Fuga lui Judy                      | Judy's Elopement                        |
|              |                                    |                                         |
| 64           | Cel mai bun din acest secol        | The Century's Best                      |
|              |                                    |                                         |
| 65           | Colinda de Crăciun a lui Jetsons   | A Jetson Christmas Carol                |
|              |                                    |                                         |
| SEZONUL 3    |                                    |                                         |
|              |                                    |                                         |
| 66           | Joc murdar                         | Crime Games                             |
|              |                                    |                                         |
| 67           | I.Q. astronomic                    | ASTROnomical I.Q.                       |
|              |                                    |                                         |
| 68           | Muncă non-stop                     | 9 to 5 to 9                             |
|              |                                    |                                         |
| 69           | Al dumneavoastră invizibil, George | Invisibly Yours, George                 |
|              |                                    |                                         |
| 70           | Dansul fiicei cu tata              | Father/Daughter Dance                   |
|              |                                    |                                         |
| 71           | Colț de câine                      | Clean As A Hounds Tooth                 |
|              |                                    |                                         |
| 72           | Nunta lui Rosie                    | Wedding Bells For Rosie                 |
|              |                                    |                                         |
| 73           | Păstaia ciudată                    | The Odd Pod                             |
|              |                                    |                                         |
| 74           | Prea mulți George                  | Two Many Georges                        |
|              |                                    |                                         |
| 75           | Spacely pentru o zi                | Spacely For A Day                       |
|              |                                    |                                         |